# Carl Magnay
Carl Ronald Joseph Magnay (* 20. Januar 1989 in Gateshead, England) ist ein ehemaliger englisch-nordirischer Fußballspieler.

## Karriere

### Verein
Carl Magnay ist der Sieger der zweiten Staffel vom britischen Sender Sky One gesponserten Talentshow Football Icon, in der junge Fußballtalente für Profivereine gesucht werden. Vor seinem Sieg gehörte er der Jugendakademie von Leeds United an. Am 30. Juli 2007 zeigte ChelseaTV Online ein Interview mit Magnay, bei dem er einen Profivertrag beim FC Chelsea unterschrieb.
Im Januar 2009 wurde er an das Football-League-One-Team Milton Keynes Dons ausgeliehen. Sein Debüt gab er am 31. Januar beim spektakulären 5:3-Auswärtssieg bei Cheltenham Town. Obwohl er noch ein zweites Spiel bestritt, war er für MK Dons nur ganze sieben Minuten auf dem Spielfeld.
Am 9. März wurde er für einen Monat an Northampton Town ausgeliehen. Sein einziges Spiel absolvierte er beim 1:0-Sieg über Peterborough United, allerdings wurde er in der Halbzeit aufgrund einer Verletzung ausgewechselt.
Zur Vorbereitung der Saison 2009/10 absolvierten Magnay und die Chelsea Reserve ein Trainingslager in den Vereinigten Arabischen Emiraten. Dort kam es zu einer Auseinandersetzung zwischen Spielern von Chelsea und Al-Ahli Dubai, in der er mit verwickelt war.
Im März 2010 zog er sich beim Spiel der Chelsea Reserve gegen die von Charlton Athletic eine schwere Verletzung zu, wobei das vordere Kreuzband und das Seitenband beschädigt wurden, sowie ein Teil der Kniescheibe absplitterte.
Am 16. Juni 2011 wurde Magnays Vertrag beim FC Chelsea aufgelöst, aufgrund seines großen Verletzungspechs brachte er es auf keinen einzigen Profieinsatz.
Im Januar 2012 absolvierte Magnay zwei Testspiele für die Reservemannschaft aus seiner Heimatstadt, dem FC Gateshead. Dort hinterließ er in den beiden Spielen gegen den FC Norton & Stockton Ancients und gegen die Reserve von Hartlepool United einen guten Eindruck, sodass er schließlich am 27. Januar einen Vertrag bis zum Saisonende unterschrieb. Am 6. März kam zu seinem Ligaspieldebüt für die erste Mannschaft, als er beim 2:0-Sieg über Hayes & Yeading United in der 86. Minute eingewechselt wurde. Am 10. Mai 2012 verlängerte er seinen Vertrag bis zum Ende der Saison 2012/13. Sein erstes Tor für Gateshead erzielte er am 29. Januar 2013 im FA-Trophy-Spiel gegen den AFC Barrow. Am 13. April traf er gegen Hereford United auch erstmals in der Liga.
Nach 67 Spielen und drei Spielen für Gateshead, unterschrieb Magnay am 15. Juli 2014 einen einjährigen Vertrag beim Fünftligisten Grimsby Town.

### Nationalmannschaft
Sein bisher einziges Länderspiel bestritt er für die nordirische U-21 am 11. August 2009 beim Freundschaftsspiel gegen Portugal.